# Kroonkurk
Een kroonkurk is een metalen dopje dat dient om een fles af te sluiten. Doordat de talrijke inkepingen in de rand van de kroonkurk zich stevig om de flesopening klemmen, is het dopje slechts met grote kracht te verwijderen. Dit maakt de kroonkurk bij uitstek geschikt voor het afsluiten van flessen die met koolzuurhoudende drank zijn gevuld. De binnenkant is ingelegd met kurk, polyvinylchloride (pvc) of polyetheen.
De kroonkurk dankt zijn naam aan zijn uiterlijk: door de inkepingen lijkt het dopje op een kroon. De naam werd bedacht door de in 1858 naar de VS geëmigreerde Ier William Painter (1838-1906), die op 5 november 1889 voor zijn kroonkurk patent aanvroeg.

## Geschiedenis
Een voorloper van de kroonkurk werd bedacht door de Amerikaanse wijnimporteur Alfred Louis Bernardin. Geconfronteerd met het probleem van spontaan losspringende champagnekurken bedacht hij het systeem van een metalen draadwerkje, bijeengehouden door een metalen strip rond de flessenhals, dat de kurk op zijn plek hield. In 1881 richtte hij voor de productie van dergelijke afsluitsystemen de Bernardin Bottle Cap Company op, die later werd omgedoopt tot de Bernardin Metallic Cork Company.
In de jaren 1880 werden, tijdens de opkomst van in flesjes verkrijgbare frisdrank (soda pop) in de VS, tientallen andere systemen gepatenteerd. Het probleem werd echter niet bevredigend opgelost. De doppen waren ofwel te ingewikkeld, ze weerstonden de koolzuurdruk niet, ze lekten, of de drank werd door contact met het metaal van de dop aangetast.

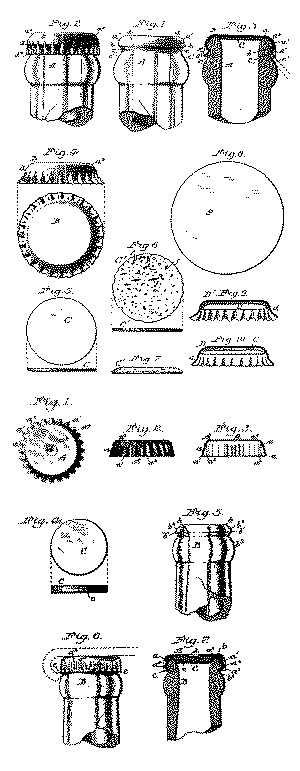
Illustraties bij het patent op de kroonkurk (1892)

William Painter liet, als oplossing voor het probleem, in de periode 1889-1892 diverse varianten patenteren op een dopje met inkepingen dat net als Bernardins vondst op een traditionele kurk werd geplaatst. In het midden van deze eerste kroonkurken bevond zich een gaatje waar de kurkentrekker doorheen gestoken kon worden. De kurk en het metalen dopje werden vervolgens in één handeling verwijderd. In latere versies bracht Painter de hoeveelheid kurk terug tot een bescheiden ringetje dat juist groot genoeg was om de flesopening af te sluiten. Contact tussen de drank en het metaal van het dopje werd vermeden door een stukje papier. Hiermee was de moderne kroonkurk een feit: een eenvoudige oplossing die aan alle eisen voldeed. Painter opperde de mogelijkheid dat deze kroonkurk kon worden verwijderd door de inkepingen te verbuigen met een mes, met de punt van een kurkentrekker, of met behulp van hefboomachtig gereedschap. (Op de illustraties bij het patent zijn vage ideeën over dit hefboompje al te onderscheiden; zie linksonder op bijgaande illustratie.)
Het verwijderen van kroonkurken bleek in de praktijk echter een lastig klusje, dat beschadigingen aan mes of kurkentrekker kon veroorzaken. Painters uitvinding kon daarom pas een succes worden nadat hij op 6 februari 1894 patent had gekregen op een handig hefboompje om zijn kroonkurk te verwijderen: de Capped-Bottle Opener, oftewel de thans overbekende flesopener. Opvallend genoeg had de al eerder vermelde Alfred Louis Bernardin luttele tijd eerder al een vergelijkbaar hefboompje gepatenteerd. In tegenstelling tot Painters flesopener zat die van Bernardin echter aan een tafel bevestigd. Het feit van de twee patenten heeft geleid tot verwarring over de vraag wie de ware uitvinder van de kroonkurk was. Kennelijk hielden zowel Painter als Bernardin zich met de ontwikkeling van een dergelijk systeem bezig.
Painter was in elk geval degene die het systeem tot een commercieel succes wist te maken. Na het patenteren van zijn draagbare flesopener begon Painters Crown Cork and Seal Company of Baltimore de kroonkurk grootschalig aan de man te brengen. Bij wijze van mediastunt liet Painter een lading bier per schip over een grote afstand vervoeren om aan te tonen dat de kurken niet lossprongen en het bier niet bedierf. Amerikaanse bierproducenten raakten in de daaropvolgende jaren meer en meer overtuigd van de voordelen van de kroonkurk, zeker toen Painter in 1898 een machine uitvond waarmee een geschoolde arbeider in één minuut 24 flesjes kon vullen en afsluiten.
Rond 1910 behoorden bierflessen met een traditionele kurk definitief tot het verleden. De kroonkurk was de norm geworden. Tijdens de Amerikaanse drooglegging verlegde de Crown Cork and Seal Company zijn aandacht naar het bottelen van frisdranken. Het bedrijf groeide uit tot een multinational die in 1930 de helft van de wereldwijde flessendoppenmarkt in handen had.
In 1964 kwam een Nederlandse bierbrouwer met de fliptopper, een kroonkurk met een uitsteeksel, lijkend op een honkbalpet. De fliptopper was in feite een kroonkurk met ingebouwde flesopener en kon dus zonder gereedschap geopend worden. Ondanks de hooggespannen verwachtingen, verdween de fliptopper spoedig weer.

## Tegenwoordig
De huidige kroonkurk is nog nagenoeg gelijk aan Painters originele ontwerp. De kurk- en papierdelen zijn echter vaak vervangen door kunststof en het aantal inkepingen is teruggebracht van 24 naar 21; bij zogenoemde twist off kroonkurken kunnen dat er ook 29 zijn. Dat is gedaan omdat kroonkurken met een oneven aantal tanden makkelijker door de baan naar het vulapparaat glijden dan kroonkurken met een even aantal tanden. Volgens de industriële DIN-norm 6099 heeft een kroonkurk de volgende afmetingen (in millimeters): hoogte 6,00 ± 0,15, diameter binnenkant 26,75 ± 0,15 en diameter buitenkant 32,10 ± 0,20.
Aan de binnenzijde bevindt zich een afdichtingsmateriaal. Dit is in de meeste gevallen een vorm van TPE, soms wordt pvc gebruikt. De hardheid van de TPE is afhankelijk van de markt waar de flessen naar toe gaan. Heineken gebruikt bv. voor hun export een harde barrière-afdichting. Grolsch gebruikt voor zijn kroonkurken een afdichting met een actieve zuurstofbarrière. Voor flessen met minder vlakke monding wordt vaak een heel zachte afdichting gebruikt.
De vorm van de afdichting heeft specifieke dimensies afhankelijk van het soort fles, voor twist off kroonkurken gebruikt men een profiel met één lip, voor standaard kroonkurken vaak twee lippen. Deze profielen zijn ontwikkeld door de firma SACMI in Italië.

## Trivia
- Painters uitspraak "Als je rijk wilt worden moet je iets uitvinden wat de mensen weggooien" werd later eveneens in de praktijk gebracht door een van de eerste werknemers van zijn Crown Cork and Seal Company: King Camp Gillette, de uitvinder van het verwisselbare scheermesje.
- Rafael Leónidas Trujillo Molina, die van 1930 tot 1961 als dictator regeerde over de Dominicaanse Republiek, had als bijnaam "kroonkurk" (chapita). Hij werd hier zo woedend over, dat hij het woord chapita verbood.